# Ratusz w Szopienicach
Budynek dawnego Urzędu Gminy Szopienice (potocznie nazywany ratuszem) – budynek zlokalizowany przy ulicy Wiosny Ludów 24 w Katowicach, na terenie dzielnicy Szopienice-Burowiec, będący pierwotnie siedzibą gminy Szopienice.
Ratusz wzniesiono w latach 1927–1928 w stylu modernizmu, najprawdopodobniej według projektu Tadeusza Michejdy. Jego inicjatorem, a później pierwszym naczelnikiem Szopienic był Franciszek Bieniosek. Z jego inicjatywy przez kilka miesięcy w budynku nauczał Ludwik Zamenhof – twórca języka esperanto. W późniejszym czasie jednej z pobliskich ulic nadano nazwę Ludwika Zamenhofa.
Obiekt służył za ratusz do 1960 roku, kiedy to Szopienice włączono do Katowic. Został on później przekształcony w ośrodek zdrowia, a w budynku mieściło się również biuro meldunkowe oraz szopienicki związek kombatantów. Referat Urzędu Stanu Cywilnego został zlikwidowany w 2015 roku. Budynek wpisano do rejestru zabytków 2 lipca 2020 roku (nr rej.: A/668/2020).
W obiekcie zachowały się m.in. oryginalne balustrady, klatki schodowe oraz stolarka drzwiowa wraz z tabliczkami numeracyjnymi pokoi.
Obecnie w budynku swoją siedzibę ma przychodnia lekarska oraz Rada i Zarząd Dzielnicy nr 15 Szopienice-Burowiec. Obiekt należy do Miasta Katowice i jest zarządzany przez Komunalny Zakład Gospodarki Mieszkaniowej w Katowicach.

## Galeria

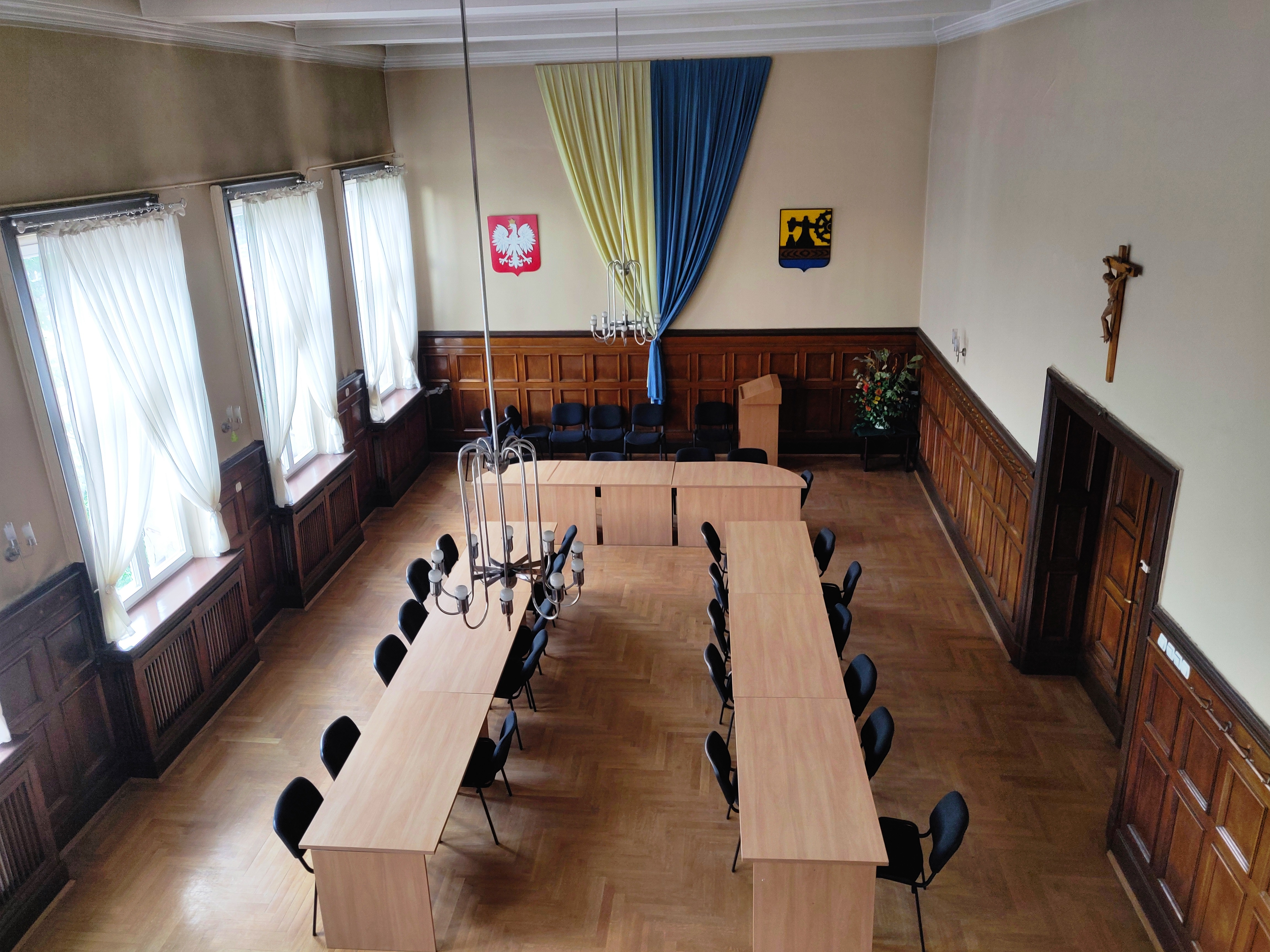
Sala sesyjna dawnego szopienickiego ratusza
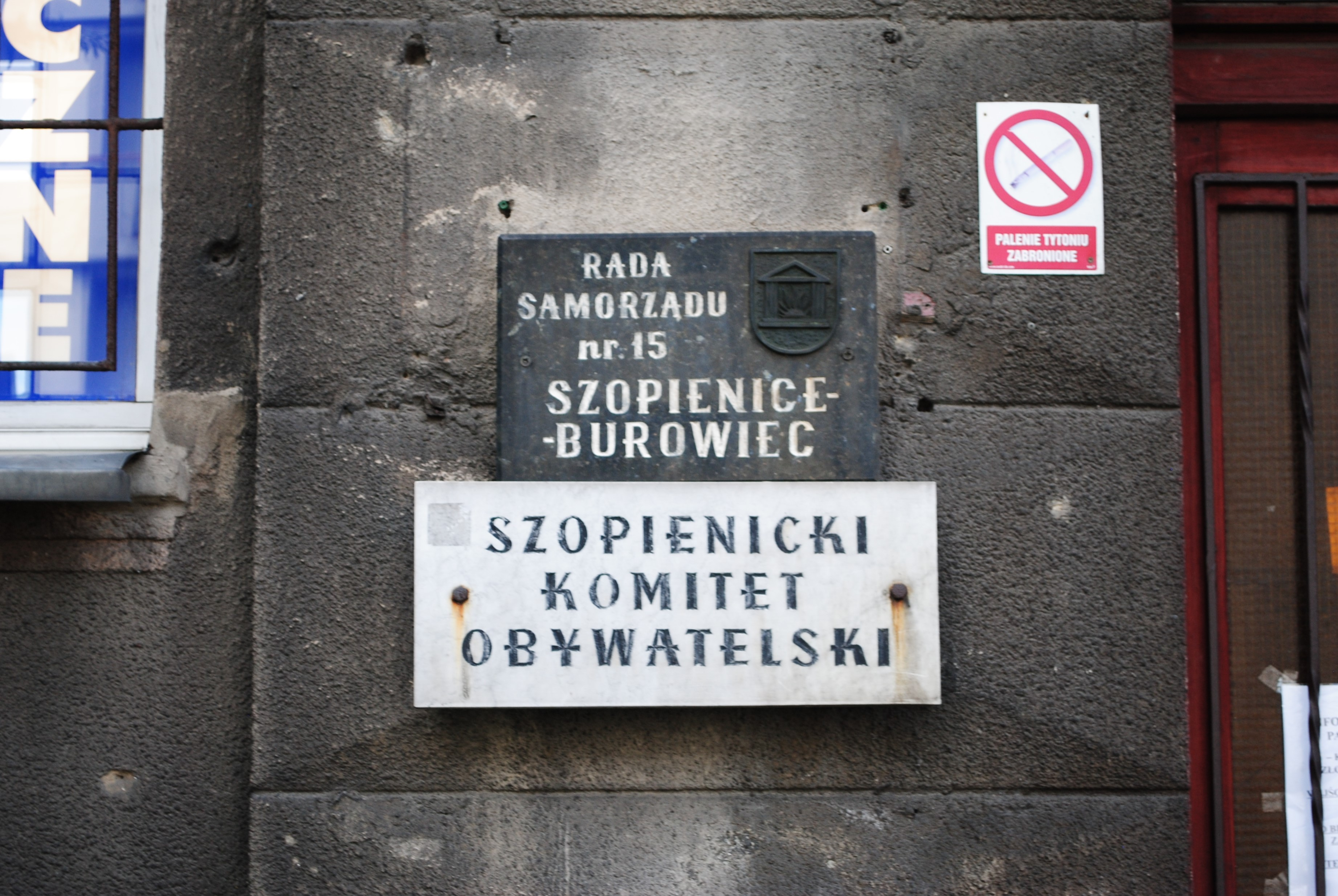
Tablice przed budynkiem szopienickiego ratusza
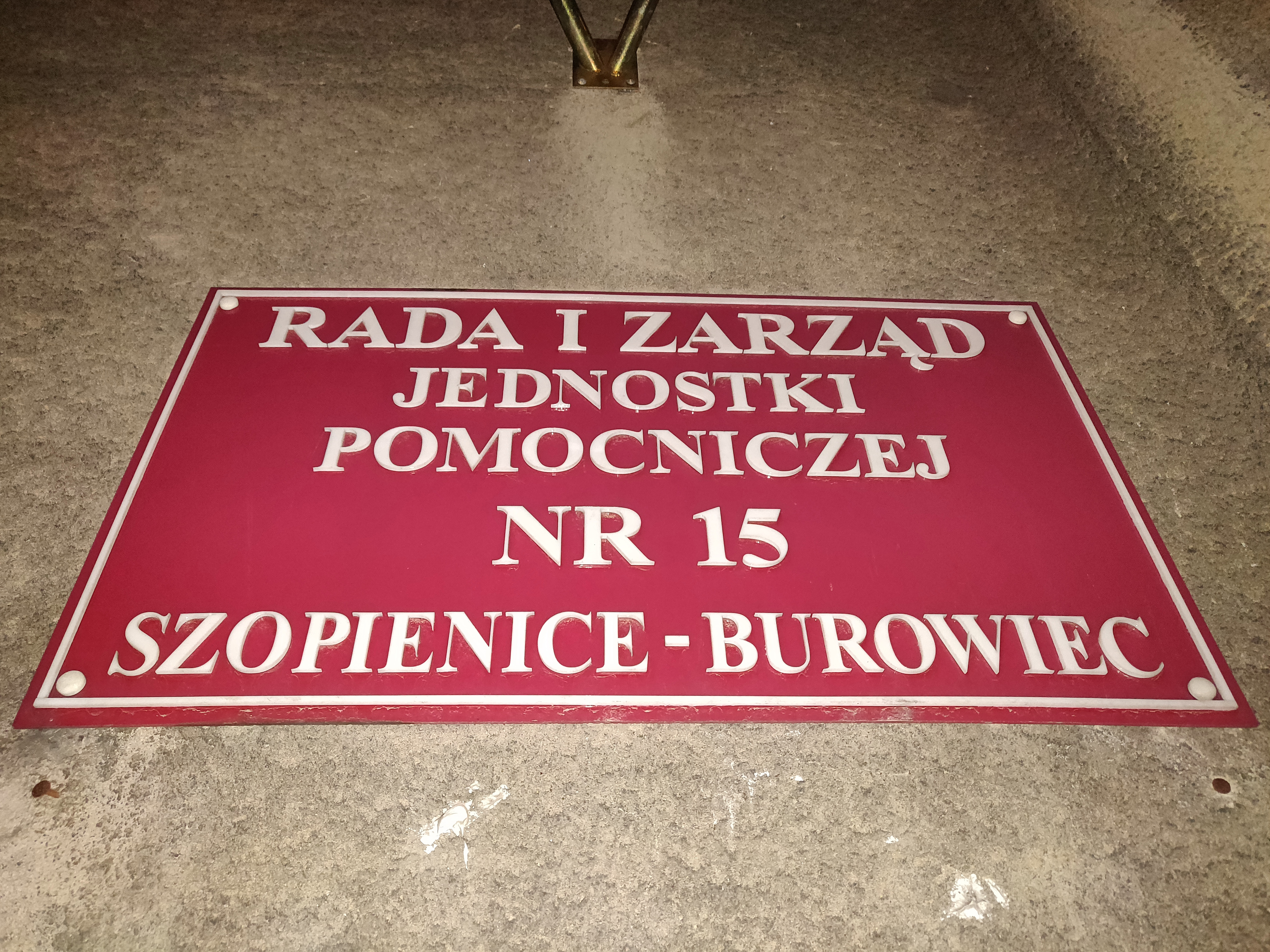
Tablica Rada i Zarząd Jednostki Pomocniczej nr 15 Szopienice-Burowiec